# Lana Del Ray (álbum)
Lana Del Ray A.K.A. Lizzy Grant é o primeiro álbum da cantora americana Lana Del Rey. O álbum foi lançado apenas como download digital em 4 de janeiro de 2010 sob o nome Lizzy Grant pela gravadora independente 5 Points Records.
O álbum foi lançado digitalmente através do iTunes, que foi vendido por um breve período antes de ser removido após a editora não poder mais promover o álbum.  Depois de lançar Born to Die (2012) sob o nome artístico Lana Del Rey, ela falou em uma entrevista que gostaria de relançar o álbum.
Ao todo o álbum possui 7 video-clipes oficiais lançados pela cantora por meio de suas redes, sendo eles: Kill Kill, Gramma, Jump, Mermaid Motel, Brite Lites, Put Me In a Movie (Little Girls) e Yayo. Sendo todos encontrados no Youtube em canais aleatórios, pelo fato de todo o álbum ter sido removido de suas redes.

## Antecedentes e gravação
O álbum foi produzido pelo grande produtor musical David Kahne, que gravou o álbum com Del Rey durante um período de três meses, em 2008. Antes do lançamento do álbum, Del Rey lançou um EP intitulado Kill Kill para o iTunes em outubro de 2008, que contou com as faixas "Kill Kill", "Gramma" e "Yayo". Del Rey afirmou que Kahne "é conhecido como um produtor com muita integridade e que tinha interesse em fazer música que não era apenas pop." Seu pai, Robert Grant, ajudou com a comercialização do álbum, que estava disponível para compra no iTunes por um breve período antes de ser retirado. Em janeiro de 2012, após o lançamento de seu álbum lançado por uma grande gravadora, Born to Die, Del Rey declarou à BBC que ela recentemente havia comprado de volta os direitos do álbum e estava pensando em voltar a lançá-lo no verão de 2012. "Yayo" foi regravada em 2012 e está incluída na Born to Die – The Paradise Edition. Mesmo não tendo sido um grande sucesso em sua carreira, conseguiu vender mais de 900 mil cópias apenas nos Estados Unidos, além das 700 mil que foram vendidas no iTunes.

## Lista de faixas
| N.º            | Título                                         | Compositor(es)     | Duração |  |
| 1.             | "Kill Kill"                                    | Elizabeth Grant    | 3:57    |  |
| 2.             | "Queen of the Gas Station"                     | Grant              | 3:04    |  |
| 3.             | "Oh Say Can You See"                           | Grant              | 3:40    |  |
| 4.             | "Gramma (Blue Ribbon Sparkler Trailer Heaven)" | Grant, David Kahne | 3:55    |  |
| 5.             | "For K Part 2"                                 | Grant              | 3:24    |  |
| 6.             | "Jump"                                         | Grant              | 2:51    |  |
| 7.             | "Mermaid Motel"                                | Grant              | 3:59    |  |
| 8.             | "Raise Me Up (Mississippi South)"              | Grant              | 4:22    |  |
| 9.             | "Pawn Shop Blues"                              | Grant, Kahne       | 3:26    |  |
| 10.            | "Brite Lites"                                  | Grant              | 2:58    |  |
| 11.            | "Put Me In a Movie"                            | Grant              | 3:13    |  |
| 12.            | "Smarty"                                       | Grant, Kahne       | 2:49    |  |
| 13.            | "Yayo"                                         | Grant              | 5:45    |  |
| Duração total: | Duração total:                                 | Duração total:     | 47:23   |  |